# Egremont Russet
Egremont Russet ist eine Apfelsorte. Nach Gala, Cox Orange und Bramley ist es eine der vier Sorten, die in England noch im kommerziellen Obstbau angebaut wird. Er wird vor allem als Tafelapfel verwendet, und in Deutschland, Österreich und der Schweiz gelegentlich angebaut.
Der mittelgroße Apfel hat eine gelb-grünliche Grundfarbe im Herbst nimmt er eine goldene Färbung an, bis zur Hälfte ist rötlich-braun überzogen. Ein Großteil der Oberfläche ist berostet. Das Aroma ist nussartig, im Frischelager lagerfähig ist er von Oktober bis Dezember. Er wird in die Gruppe der Grauen Renetten gezählt.
Die Bäume sind klein bis mittelgroß mit prächtig blühenden Blüten. Sie wachsen auch in kälteren Klimazonen mit hohen Regenmengen. Sein Ertrag ist hoch und regelmäßig. Am besten wächst der Baum in der Sonne, verträgt aber auch Halbschatten. Der Apfel benötigt einen gut entwässernden Boden und einen geschützten Standort. Der Apfel ist resistent gegen Apfelschorf und etwas anfällig für Feuerbrand und Stippe.
Vermarktet wird er vor allem als „anderer Apfel“, der sich bereits im äußeren deutlich von den anderen im Handel verbreiteten Sorten absetzt. Er ist deutlich berostet und hat ein trockenes Fruchtfleisch. In Deutschland nahm die Obstbauversuchsanstalt Jork den Apfel 1960 in ihren Versuchsanbau auf, empfahl ihn aber nicht.
Der Apfel gewann 1980 einen Award of Merit der Royal Horticultural Society und 1993 einen Award of Garden Merit.